# Qualificazioni al campionato mondiale di calcio 1974
99 squadre partecipano alle qualificazioni per il Campionato mondiale di calcio 1974 per un totale di 16 posti disponibili per la fase finale. La Germania Ovest (come paese ospitante) e il Brasile (come campione in carica) sono qualificate automaticamente, lasciando così solo 14 posti per la fase finale.
I 16 posti disponibili per la Coppa del Mondo 1974 sono suddivisi tra le confederazioni nei seguenti modi:
- Europa (UEFA): 9,5 posti, di cui uno già occupato dalla Germania Ovest; gli altri 8,5 posti sono contesi da 32 squadre. Le prime classificate dei gruppi da 1 a 8 si qualificano, mentre la prima classificata del gruppo 9 si qualifica allo Spareggio UEFA-CONMEBOL.
- Sud America (CONMEBOL): 3,5 posti, di cui uno già occupato dal Brasile; gli altri 2,5 sono contesi da 9 squadre. La peggiore terza classificata si qualifica allo Spareggio UEFA-CONMEBOL.
- Nord America, Centro America e Caraibi (CONCACAF): 1 posto, conteso da 14 squadre.
- Africa (CAF): 1 posto, conteso da 24 squadre.
- Asia (AFC) e Oceania (OFC): 1 posto, conteso da 18 squadre.

90 squadre hanno giocato almeno una partita di qualificazione; le partite giocate sono state 226 incontri, con 620 gol segnati (con una media di 2,74 a partita).

## Zone continentali
UEFA
Gruppo 1 -  Svezia qualificata.
Gruppo 2 -  Italia qualificata.
Gruppo 3 -  Paesi Bassi qualificata.
Gruppo 4 -  Germania Est qualificata.
Gruppo 5 -  Polonia qualificata.
Gruppo 6 -  Bulgaria qualificata.
Gruppo 7 -  Jugoslavia qualificata.
Gruppo 8 -  Scozia qualificata.
Gruppo 9 -  Unione Sovietica qualificata allo Spareggio UEFA-CONMEBOL.
CONMEBOL
 Uruguay e  Argentina qualificate.
 Cile qualificato allo Spareggio UEFA-CONMEBOL.
CONCACAF
 Haiti qualificato.
CAF
 Zaire qualificato.
AFC e OFC
 Australia qualificata.

## Spareggi intercontinentali
Incontri di andata e ritorno, il vincitore si qualifica.

### Spareggio UEFA-CONMEBOL
| Data              | Luogo             | Squadra 1        | Risultato          | Squadra 2        |
| ----------------- | ----------------- | ---------------- | ------------------ | ---------------- |
| 26 settembre 1973 | Mosca             | Unione Sovietica | 0 - 0              | Cile             |
| 21 novembre 1973  | Santiago del Cile | Cile             | 2 - 0 (a tavolino) | Unione Sovietica |

 Cile qualificato alla fase finale.
Dopo l'andata del 26 settembre a Mosca, finita con un pareggio 0-0, l'Unione Sovietica si rifiutò di giocare l'incontro di ritorno, previsto per il 21 novembre 1973 all'Estadio Nacional de Chile di Santiago, perché la struttura era utilizzata dal regime militare cileno come campo di concentramento e di tortura dei dissidenti dopo il colpo di Stato in Cile del 1973, di matrice anticomunista, avvenuto l'11 settembre 1973. La richiesta sovietica di disputare l'incontro in campo neutro fu respinta dalla FIFA e la squadra non si presentò. I cileni erano regolarmente in campo e la partita ebbe inizio con una sola squadra; dopo una rete siglata nei primi secondi dai cileni, l'arbitro interruppe l'incontro che fu dato vinto a tavolino per 2-0 al Cile, che così si qualificò alla fase finale. In seguito l'Unione Sovietica fu squalificata.

## Squadre qualificate

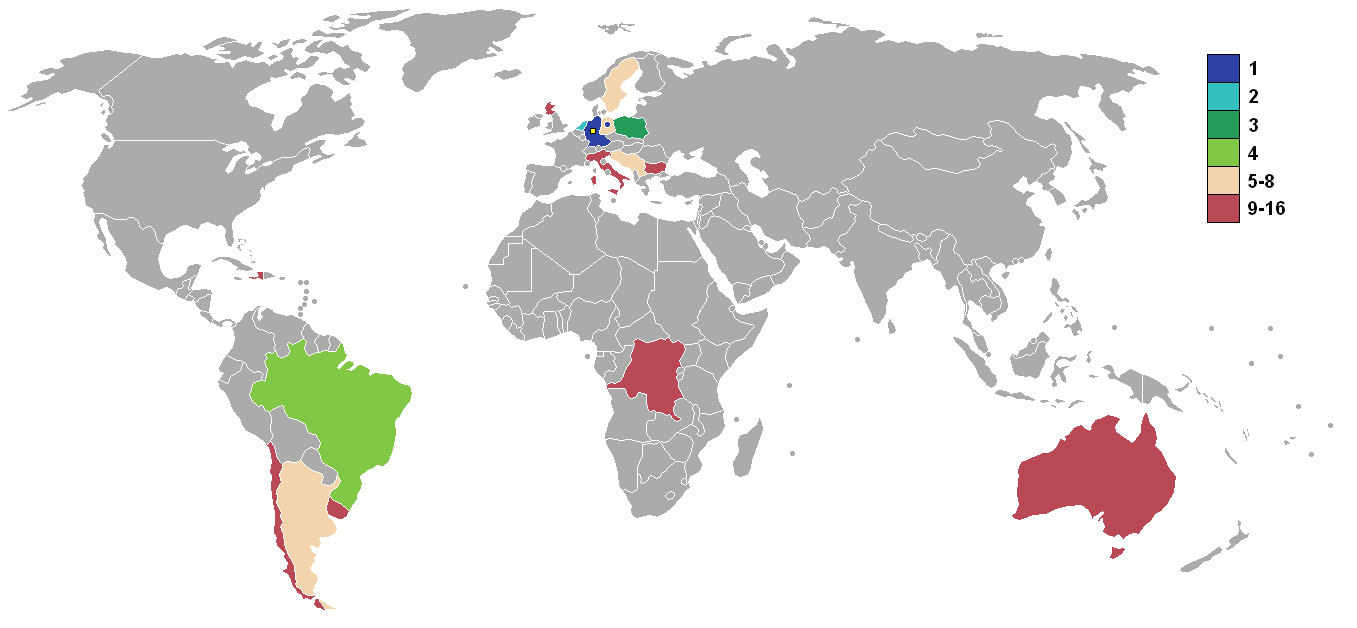
Le nazionali qualificate

| Squadra        | Numero di presenze | Numero di presenze consecutive | Ultima apparizione |
| -------------- | ------------------ | ------------------------------ | ------------------ |
| Argentina      | 6                  | 1                              | 1966               |
| Australia      | 1                  | 1                              | esordiente         |
| Brasile        | 10                 | 10                             | 1970               |
| Bulgaria       | 4                  | 4                              | 1970               |
| Cile           | 5                  | 1                              | 1966               |
| Germania Est   | 1                  | 1                              | esordiente         |
| Germania Ovest | 8                  | 6                              | 1970               |
| Haiti          | 1                  | 1                              | esordiente         |
| Italia         | 8                  | 4                              | 1970               |
| Jugoslavia     | 6                  | 1                              | 1962               |
| Paesi Bassi    | 3                  | 1                              | 1938               |
| Polonia        | 2                  | 1                              | 1938               |
| Scozia         | 3                  | 1                              | 1958               |
| Svezia         | 6                  | 2                              | 1970               |
| Uruguay        | 7                  | 4                              | 1970               |
| Zaire          | 1                  | 1                              | esordiente         |